# Media Indonesia
 (février 2025).
Si vous disposez d'ouvrages ou d'articles de référence ou si vous connaissez des sites web de qualité traitant du thème abordé ici, merci de compléter l'article en donnant les références utiles à sa vérifiabilité et en les liant à la section « Notes et références ».
Media Indonesia est un quotidien indonésien publié à Jakarta.
Sa part de marché est passée de 1 à 18 pour cent en 2003 (AC Nielsen (en)).

## Histoire
Lorsque Media Indonesia est publié pour la première fois, en janvier 1970, c'est sous la forme d’un hebdomadaire de quatre pages avec des reportages très limités. En 1976, il est augmenté à huit pages.
En 1988, son fondateur, Teuku Yousli Syah, s'associe à Surya Paloh, l'ancien propriétaire du journal Prioritas, et crée une nouvelle société, PT Citra Media Nusa Purnama. Cela a marqué la naissance du nouveau Media Indonesia sous la direction d'une nouvelle équipe de direction. Le journal était, à cette époque, dirigé depuis un bureau à Gondangdia, dans le centre de Jakarta.